# Ленинский (Новокубанский район)
Ленинский — хутор в Новокубанском районе Краснодарского края.
Входит в состав Верхнекубанского сельского поселения.

## Население
| 2002 | 2010 |
| ---- | ---- |
| 176  | ↗191 |